# Hercule et le Monde des ténèbres
 (février 2025).
Série Hercule
Hercule et le Cercle de feu
(1994) Hercule et le Labyrinthe du Minotaure
(1994)
Pour plus de détails, voir Fiche technique et Distribution.
Hercule et le Monde des ténèbres (Hercules in the Underworld) est un téléfilm américain réalisé par Bill L. Norton.

## Synopsis
Hercule vit paisiblement avec sa femme et ses enfants quand la jeune Iole vient le trouver pour lui demander son aide. En effet, un gouffre dont les fumées nocives paralysent les hommes s'est creusé près de son village.

## Fiche technique
- Titre original : Hercules in the Underworld
- Réalisation : Bill L. Norton
- Scénario : Andrew Dettmann, Christian Williams, Daniel Truly
- Durée : 85 minutes
- Pays :  États-Unis,  Nouvelle-Zélande
- Date de sortie[1] :
  -  États-Unis : 7 novembre 1994
  -  France : 10 février 1996 sur TF1

## Distribution
- Kevin Sorbo (VF : Jérôme Keen) : Hercule
- Anthony Quinn (VF : Henry Djanik) : Zeus
- Tawny Kitaen : Déjanire
- Marley Shelton : Iole
- Rose McIver : Ilea
- Paul McIver : Aeson
- Simon Lewthwaite : Klonus
- Timothy Balme : Lycastus
- Rose Glucina : Althée
- Michael Hurst : Charon
- Mark Ferguson : Hadès
- Cliff Curtis (VF : Olivier Destrez) : Nessus
- Jorge González : Eryx le boxeur
- John McKee : L'imposteur
- Grant Bridger : Le vieillard
- Buzz Moller : Cletis
- Pio Terei : Sestus
- Michael Wilson : Echio

 Source et légende : version française (VF) sur RS Doublage